# Kid Yugi
Pour les articles homonymes, voir Stasi (homonymie) et Yugi (homonymie).
 (avril 2025).
La mise en forme du texte ne suit pas les recommandations de Wikipédia : il faut le « wikifier ».
Les points d'amélioration suivants sont les cas les plus fréquents. Le détail des points à revoir est peut-être précisé sur la page de discussion.
- Les titres sont pré-formatés par le logiciel. Ils ne sont ni en capitales, ni en gras.
- Le texte ne doit pas être écrit en capitales (les noms de famille non plus), ni en gras, ni en italique, ni en « petit »…
- Le gras n'est utilisé que pour surligner le titre de l'article dans l'introduction, une seule fois.
- L'italique est rarement utilisé : mots en langue étrangère, titres d'œuvres, noms de bateaux, etc.
- Les citations ne sont pas en italique mais en corps de texte normal. Elles sont entourées par des guillemets français : « et ».
- Les listes à puces sont à éviter, des paragraphes rédigés étant largement préférés. Les tableaux sont à réserver à la présentation de données structurées (résultats, etc.).
- Les appels de note de bas de page (petits chiffres en exposant, introduits par l'outil «  Source ») sont à placer entre la fin de phrase et le point final[comme ça].
- Les liens internes (vers d'autres articles de Wikipédia) sont à choisir avec parcimonie. Créez des liens vers des articles approfondissant le sujet. Les termes génériques sans rapport avec le sujet sont à éviter, ainsi que les répétitions de liens vers un même terme.
- Les liens externes sont à placer uniquement dans une section « Liens externes », à la fin de l'article. Ces liens sont à choisir avec parcimonie suivant les règles définies. Si un lien sert de source à l'article, son insertion dans le texte est à faire par les notes de bas de page.
- La présentation des références doit suivre les conventions bibliographiques. Il est recommandé d'utiliser les modèles {{Ouvrage}}, {{Chapitre}}, {{Article}}, {{Lien web}} et/ou {{Bibliographie}}. Le mode d'édition visuel peut mettre en forme automatiquement les références.
- Insérer une infobox (cadre d'informations à droite) n'est pas obligatoire pour parachever la mise en page.

Pour une aide détaillée, merci de consulter Aide:Wikification.
Si vous pensez que ces points ont été résolus, vous pouvez retirer ce bandeau et améliorer la mise en forme d'un autre article.
Kid Yugi, de son vrai nom Francesco Stasi, né le 14 avril 2001 à Massafra, est un rappeur et auteur-compositeur italien.

## Biographie

### Carrière
Avec la sortie de Grammelot, il attire l'attention du label Thaurus, avec lequel il sort plusieurs titre. Un single nommé DEM sorti en octobre 2022, en collaboration avec les rappeurs Tony Boy et Artie 5ive, ce qui lui a apporté plus de popularité.

### Album:The Globe(2022)
En novembre 2022, il sort son premier album The Globe et également certifié disque d'or. Il contient trois chansons certifiées or, à savoir Grammelot, Il Filmografo et Il ferro di Čechov .

### Succès etI nomi del diavolo
Le 23 septembre 2023, il ouvre le Festival Marrageddon de Marracash à Milan, avec Grammelot, Paradiso artificiale et Sintetico, diffusés en direct par Amazon Music et Radio M2o À la même année, il a participé à l'album collaboratif Cvlt de Salmo et Noyz Narcos, contribuant au morceau.
En janvier et février 2024, il sort les singles Paganini et L'anticristo avant la sortie en mars de son deuxième album I nomi del diavolo, qui débute directement au sommet du classement hebdomadaire des albums FIMI et reçoit la certification platine, tout en recevant également des retours positifs à la télévision, le programme d'information italien TG1 lui consacrant un court reportage. L'album a également été placé en tête du classement Spotify Top Albums Debut Global, c'est-à-dire le classement des nouveaux albums les plus écoutés des premiers jours de mars au niveau mondial, hors USA. Il y a la participation des rappeurs Tony Boy, Artie 5ive, Tedua, Papa V, Noyz Narcos, Ernia, Simba La Rue, Geolier et Sfera Ebbasta et un sample du chanteur tarentais Fido Guido. Les Noms du Diable, comme le précédent The Globe, est un album conceptuel, dans ce cas inspiré, entre autres références, du roman de William Golding, Sa Majesté des Mouches.

## Style musical
Il se caractérise par ses références au théâtre, au cinéma et à la littérature. Les thèmes fréquents de ses chansons sont la dénonciation de la situation d'Ilva à Tarente et des morts qu'elle a provoquées, l'amour, les armes et le trafic de drogue.

## Discographie

### Albums
- The Globe (2022)
- I nomi del diavolo (2024)

### EPs
- EP 5/3 (2023, Real Talk)
- Quarto di bue (2023 avec The Night Skinny)

### Titres
- Grammelot (2022)
- Sturm und drang (2022)
- Kabuki (2022)
- King Lear (avec Sosa Priority 2022)
- DEM (avec Artie 5ive et Tony Boy, 2022)
- Minaccia (2023)
- Quarto di bue (avec The Night Skinny 2023)
- Massafghanistan (avec The Night Skinny 2023)
- Paganini (2024)
- L'anticristo (2024)
- Eva" (avec Tedua 2024)
- 64 barre da censura (Red Bull 64 barres 2024)
- Donna (2024)